# Natasha Klauss
Natasha Alejandra Rastapkavičius Arrondo (Cali, Valle del Cauca, 25 de junio de 1976), conocida artísticamente como Natasha Klauss, es una actriz, modelo y empresaria colombiana de ascendencia lituana, rusa y uruguaya. Es conocida por interpretar a Sarita Elizondo en Pasión de gavilanes, y por interpretar a Isabela Montilla en La Tormenta.

## Biografía

### Primeros años
Natasha Klauss nació el 25 de junio de 1976, en Cali, pero a muy temprana edad se traslada con su familia a Barranquilla[cita requerida]. Sus abuelos paternos eran originarios de Lituania y Rusia, emigrados a Uruguay, mientras que sus padres son uruguayos, nacionalizados colombianos. 
Cuando era joven, le gustaba bailar y empezó a asistir a clases de baile buscando una carrera en el ballet. Tuvo un problema en la rodilla, por lo que tuvieron que operarla y el médico le dijo[cita requerida] que ya no podría bailar profesionalmente[cita requerida] poniendo así su fin a su carrera de danza. No obstante, Natasha Klauss estaba decidida a realizar una carrera artística así que comenzó a estudiar interpretación.

## Carrera
Entre los años 1996 y 2000 participó con personajes de reparto en varias telenovelas como Señora Bonita, Cazados, Corazón prohibido y La Caponera. En 2002 interpretó un papel principal en La venganza. Natasha Klauss se formó como actriz en la prestigiosa escuela Estudio XXI bajo la dirección del Maestro Paco Barrero, posteriormente realizó talleres de creación de personajes con la actriz Victoria Hernández.
Después de que esta actriz finalmente llegara a la fama, Natasha Klauss interpretó el papel de Sarita Elizondo en Pasión de gavilanes. Esta telenovela se convirtió en un gran éxito por todo el mundo y Natasha Klauss y su compañero Michel Brown se convirtieron también en una de las parejas televisivas más populares. 
En 2005 participó en La mujer en el espejo como la alegre y extrovertida Luzmila, y compartió créditos con Paola Rey, Juan Alfonso Baptista y Kristina Lilley, quienes fueron sus compañeros de Pasión de gavilanes. Su último trabajo fue la telenovela La tormenta, donde interpretó a la villana, Isabella Montilla. Natasha Klauss ganó el premio TvyNovelas por su interpretación.
En 2007 Natasha Klauss interpretó a Suplicios, una religiosa de la congregación "Las Hermanas de los Pobres", en la superproducción de Telemundo El Zorro: la espada y la rosa. Aquí compartió roles con los actores Erick Elías (Renzo) y José Omar Murillo (Kamba). 
Trabajó en la telenovela de RCN Televisión Novia para dos, en donde interpreta a Tania Toquica Murillo, una joven mesera que pasó los últimos cinco años en Nueva York y que vuelve a su país para quedarse con la fortuna del hermano de su amado, cueste lo que cueste
Además también ha participado en las telenovelas Amor en custodia y A corazón abierto en esta última tendría un papel principal en su segunda temporada. En 2010, Natasha Klauss ha sido la profesora de expresión corporal en Protagonistas de nuestra tele.
También protagonizó la miniserie Confidencial para Caracol Televisión y participó en la telenovela Tierra de cantores (tercera generación) para el mismo canal.
En 2011 Natasha regresa a Telemundo en la telenovela Los herederos del Monte junto a Marlene Favela, Mario Cimarro, José Luis Reséndez y Margarita Muñoz. 
En octubre de 2011, Natasha Klauss viaja a Perú para iniciar las grabaciones de la telenovela peruana Corazón de fuego donde es protagonista e interpreta a Alejandra Vivanco, una mujer dura que busca vengar la muerte de su familia y recuperar lo que es suyo.
En mayo de 2012, Natasha Klauss regresó a Colombia para iniciar las grabaciones de la película El Control.
En junio de 2013, Natasha Klauss inició en las grabaciones de la serie Mentiras perfectas de Caracol Televisión, adaptación de la serie estadounidense Nip/Tuck, ganadora de un premio Emmy.
En 2014, Natasha inicia las grabaciones de la serie Hermanos y hermanas para RCN Televisión.
En 2015 Natasha estuvo grabando la serie Anónima para RCN Televisión.
Y entre 2015 y 2016 Natasha estuvo en las grabaciones de una telenovela La esclava blanca.
En 2017 participó en la serie Alias J.J para Caracol Televisión. 
En 2018 participó en La Ley del corazón
En 2019 participó en las telenovelas El Barón, El Bronx, Bolívar, y La casa de colores
En 2020 participó en Decisiones: Unos ganan, otros pierden interpretando a Martha Benítez en el episodio llamado: Indigna justicia y participó en Operación pacífico que es otra producción de Telemundo. 

## Vida personal
Natasha Klauss se casó con Víctor Gómez en 2000 y fruto de esta relación ha tenido una hija llamada, Isabel, nacida en 2001.[cita requerida] La pareja se divorció en 2001. 
Natasha Klauss se casó con su primo Marcelo Grecco en 2003 y fruto de esta relación ha tenido a su segunda hija llamada: Paloma, nacida en abril de 2009. La pareja se divorció en 2012.
El 17 de junio de 2022, Natasha Klauss se casó con el empresario, Daniel Gómez.

## Filmografía

### Televisión
| Año             | Título                               | Personaje                               |
| --------------- | ------------------------------------ | --------------------------------------- |
| 1995-1996       | Las ejecutivas                       | Zulma                                   |
| 1996-1997       | Prisioneros del amor                 | Martha                                  |
| 1998-1999       | Corazón prohibido                    | Julieta Muñoz                           |
| 1999-2000       | La caponera                          | Amparo                                  |
| 2002            | María Madrugada                      | Aída Suárez                             |
| 2002-2003       | La venganza                          | Sandra Guzmán                           |
| 2003-2004, 2022 | Pasión de gavilanes                  | Sara «Sarita» Elizondo Acevedo de Reyes |
| 2004-2005       | La mujer en el espejo                | Luzmila Arrebato                        |
| 2005-2006       | La Tormenta                          | Isabella Montilla Manterola             |
| 2006-2007       | Decisiones                           | Varios personajes                       |
| 2007            | El Zorro: la espada y la rosa        | Sor Ana Camila / Suplicios              |
| 2008            | Novia para dos                       | Tania Toquica Murillo                   |
| 2008            | Mujeres asesinas                     | Olga "Ep11: La portera"                 |
| 2009            | El último matrimonio feliz           | Marcela de Pizarro                      |
| 2009-2010       | Amor en custodia                     | Sandra Estrada                          |
| 2010            | Tierra de cantores                   | Carmen Moscote                          |
| 2011            | Los herederos Del Monte              | Berta Soto                              |
| 2011            | Confidencial                         | Ángela Guarín "Ep: De vuelta a la vida" |
| 2011-2012       | Corazón de fuego                     | Alejandra Vivanco / Lucía Vázquez       |
| 2013-2014       | Mentiras perfectas                   | Alicia Rivera                           |
| 2015-2016       | Anónima                              | Adriana Venega                          |
| 2016            | La esclava blanca                    | Ana de Granados                         |
| 2017            | Sobreviviendo a Escobar, alias JJ    | Ana María Solozábal                     |
| 2017-2018       | Hermanos y hermanas                  | Sara Soto Matiz                         |
| 2018-2019       | La ley del corazón                   | Juez (Participación especial)           |
| 2019            | El Barón                             | Carla Sánchez                           |
| 2019            | El Bronx                             | Sara Sáenz Granados de Noriega          |
| 2019            | Bolívar                              | Emma (Participación especial)           |
| 2019            | La casa de colores                   | Angélica                                |
| 2020            | Decisiones: Unos ganan, otro pierden | Marta Benítez "Ep21: Indigna justicia"  |
| 2020            | Operación pacífico                   | Jueza Amalia                            |
| 2021            | Así es la vuelta                     | Adela                                   |
| 2021            | Influencer                           | Verónica Arango                         |
| 2022-2024       | Primate                              | Juliana Pérez                           |
| 2024            | Rojo carmesí                         | Paulina Valencia                        |

## Premios y nominaciones

### Premios TVyNovelas
| Año  | Categoría                                  | Telenovela            | Resultado |
| ---- | ------------------------------------------ | --------------------- | --------- |
| 2018 | Mejor actriz villana de telenovela o serie | Hermanos y hermanas   | Nominada  |
| 2014 | Mejor actriz de reparto de serie           | Mentiras perfectas    | Nominada  |
| 2006 | Mejor actriz antagónica                    | La tormenta           | Ganadora  |
| 2006 | Mejor actriz de reparto                    | La mujer en el espejo | Nominada  |
| 2004 | Mejor actriz de reparto                    | Pasión de gavilanes   | Nominada  |
| 2004 | Mejor actriz de reparto                    | La venganza           | Ganadora  |
| 2003 | Mejor actriz de reparto                    | María Madrugada       | Nominada  |

### Premios India Catalina
| Año  | Categoría                                     | Telenovela o serie | Resultado |
| ---- | --------------------------------------------- | ------------------ | --------- |
| 2012 | Mejor actriz protagónica de serie o miniserie | Confidencial       | Nominada  |

### Otros premios obtenidos
| Año  | Premio                | País           | Categoría                                                        | Obra                |
| ---- | --------------------- | -------------- | ---------------------------------------------------------------- | ------------------- |
| 2017 | Premio ACA 15 Minutos | Colombia       | Mejor Actriz de Reparto                                          | Alias J.J           |
|      | Premio Mara           | Venezuela      | Mejor Actriz Joven Internacional                                 | La venganza         |
|      | Premio Dos de Oro     | Venezuela      | Mejor actriz protagónica compartido con Paola Rey y Danna Garcia | Pasión de gavilanes |
|      | Premio Orquídea       | Estados Unidos | Mejor actriz protagónica compartido con Paola Rey y Danna Garcia | Pasión de gavilanes |
|      | Premio Telenovelas    | Bulgaria       | Mejor Actriz Joven                                               | Pasión de gavilanes |
|      | Premio ACE New York   | Estados Unidos | Mejor Coactuación Femenina                                       | Pasión de gavilanes |